# Om och endast om
Om och endast om (förkortat omm) är ett uttryck som förekommer inom matematik och logik. Med {\textstyle p} och {\textstyle q} som beteckningar för påståenden, är satsen "{\textstyle p} om och endast om {\textstyle q}", liktydig med att de två påståendena är ekvivalenta. Ett annat sätt att uttrycka detta är att {\textstyle p} är ett nödvändigt och tillräckligt villkor för {\textstyle q}.
Inom matematiken används ekvivalenssymbolen "{\textstyle \Leftrightarrow }" och inom logiken "{\textstyle \leftrightarrow }", där båda symbolerna tolkas som materiell ekvivalens. 
{\textstyle p\leftrightarrow q} är liktydig med {\textstyle p\rightarrow q} och {\textstyle q\rightarrow p}, det vill säga en materiell implikation, som går i båda riktningarna.
Om och endast om definieras av samma sanningsvärdetabell som materiell ekvivalens.
| {\displaystyle p} | {\displaystyle q} | {\displaystyle p\leftrightarrow q} |
| F                 | F                 | S                                  |
| F                 | S                 | F                                  |
| S                 | F                 | F                                  |
| S                 | S                 | S                                  |

## Exempel
Påståendet "En triangel är liksidig om och endast om den är likvinklig" kan även skrivas som "Att en triangel är liksidig är ett tillräckligt och nödvändigt villkor för att den skall vara likvinklig".
Påståendet {\displaystyle a\cdot b=0} om och endast om {\displaystyle a=0} eller {\displaystyle b=0}, betyder således att
om {\displaystyle a=0} eller {\displaystyle b=0}, så är {\displaystyle a\cdot b=0}, och om {\displaystyle a\cdot b=0} så är {\displaystyle a=0} eller {\displaystyle b=0}.
Det så kallade Tvåkvadratsteoremet kan formuleras:
Det udda primtalet {\displaystyle p} kan skrivas som summan av två kvadrater om och endast om {\displaystyle p} kan skrivas på formen {\displaystyle 4n+1}.